# Batalha do Mar de Bismarck
A Batalha do Mar de Bismarck foi uma ação militar que teve lugar na região sudoeste do oceano Pacífico, durante a Segunda Guerra Mundial, entre os dias 2 e 4 de março de 1943. Aeronaves da Quinta Força Aérea das Forças Aéreas do Exército dos Estados Unidos (USAAF) e da Real Força Aérea Australiana (RAAF) atacaram um comboio naval japonês que transportava tropas para Lae, Nova Guiné (atual Papua-Nova Guiné). A maior parte da força-tarefa japonesa foi destruída e a perda de soldados nipónicos foi considerável.
A formação do comboio japonês foi decidida pelo Quartel-General Imperial, que previa reforçar a sua posição no Sudoeste do Pacífico. Foi então executado um plano de movimentação de cerca de 6 900 soldados desde Rabaul diretamente para Lae. A missão era bastante arriscada, tendo em conta a supremacia aérea das forças aliadas. A operação marítima foi desencadeada, pois na outra opção, as tropas nipónicas seriam forçadas a marchar sobre pântanos, montanhas e florestas, desprovidas de estradas. Em 28 de fevereiro de 1943, o comboio — constituído por oito contratorpedeiros e oito navios de transporte de tropas escoltados por aproximadamente uma centena de caças — partiu de Simpson Harbour em Rabaul.
Os aliados detectaram os preparativos de movimentação das forças nipónicas. O sistema de criptoanálise naval em Melbourne (FRUMEL) e Washington, D. C., descodificaram as mensagens cifradas identificando o destino previsto e a data da chegada das embarcações. As forças aéreas aliadas tinham desenvolvido novas tácticas, e planearam um ataque aéreo sobre os navios japoneses. As forças aliadas detectaram e sobrevoaram a escolta atacante, a qual ficou sob ataque aéreo prolongado de 2 a 3 de março de 1943. O seguimento do combate foi realizado pela patrulha de barcos torpedeiros e aeronaves em 4 de março. Todos os oito navios de transporte e quatro dos contratorpedeiros foram abatidos. Dos mais de 6 900 soldados imprescindíveis na Nova Guiné, apenas cerca de 1 200 chegaram a Lae. Outros 2 700 soldados foram resgatados pelos restantes contratorpedeiros e submarinos, e regressaram a Rabaul. A partir de então, os japoneses não realizaram mais tentativas para reforçar a frente em Lae por meio marítimo. As tropas nipónicas não tiveram sucesso na detenção das ofensivas aliadas na Nova Guiné.

## Antecedentes

### Ofensiva dos aliados
Seis meses após o Império do Japão atacar Pearl Harbor em dezembro de 1941, os Estados Unidos obtiveram uma importante e decisiva vitória na Batalha de Midway, em junho de 1942. Aproveitando-se de uma iniciativa estratégica, os Estados Unidos e os seus aliados desembarcaram em Guadalcanal, no sul das Ilhas Salomão, em agosto de 1942, dando início à Campanha nas Ilhas Salomão. A Batalha de Guadalcanal terminou com a vitória dos aliados e a retirada das forças japonesas da ilha no início de fevereiro de 1943. Ao mesmo tempo, as forças australianas e norte-americanas na Nova Guiné repeliram a ofensiva terrestre japonesa ao longo da Trilha de Kokoda. Nesta mesma ofensiva as forças aliadas tomaram Buna-Gona, derrotando as forças japonesas em toda a região.
Os planos dos aliados para a contra-ofensiva na Nova Guiné e Ilhas Salomão consistiram na captura da principal base japonesa localizada em Rabaul, na Nova Bretanha, operação que recebeu o nome de código de Cartwheel, abrindo caminho para a reconquista das Filipinas. Reconhecendo a ameaça, os japoneses continuaram a solicitar reforços terrestres, aéreos e navais para a região, numa tentativa de controlar o avanço dos aliados.

### Plano japonês
Revendo o progresso da Batalha de Guadalcanal e da Batalha de Buna-Gona em dezembro de 1942, os japoneses concluíram que nenhuma delas poderia ser mantida. Assim, o Quartel-General Imperial optou por tomar medidas para reforçar a frente japonesa no Sudoeste do Pacífico ao enviar a 20.ª Divisão comandada pelo tenente-general Jusei Aoki, da Coreia, para Guadalcanal e a 41.ª Divisão do tenente-general Heisuke Abe da China para Rabaul. O tenente-general Hitoshi Imamura, comandante da 8.ª Região Militar em Rabaul, ordenou que o XVIII Exército do tenente-general Hatazō Adachi salvaguardasse Madang, Wewak e Tuluvu na Nova Guiné. A 29 de novembro, Adachi ordenou que o 102.º Regimento de Infantaria e outras unidades sob o comando do major-general Toru Okabe — comandante do grupo de infantaria da 51.ª Divisão — fossem movimentadas de Rabaul para Lae, conquistando território para tomar Wau. Após a evacuação de Guadalcanal a 4 de janeiro de 1943, os japoneses garantiram os seus esforços na Nova Guiné, e enviaram as 20.ª e 41.ª Divisões para Wewak.

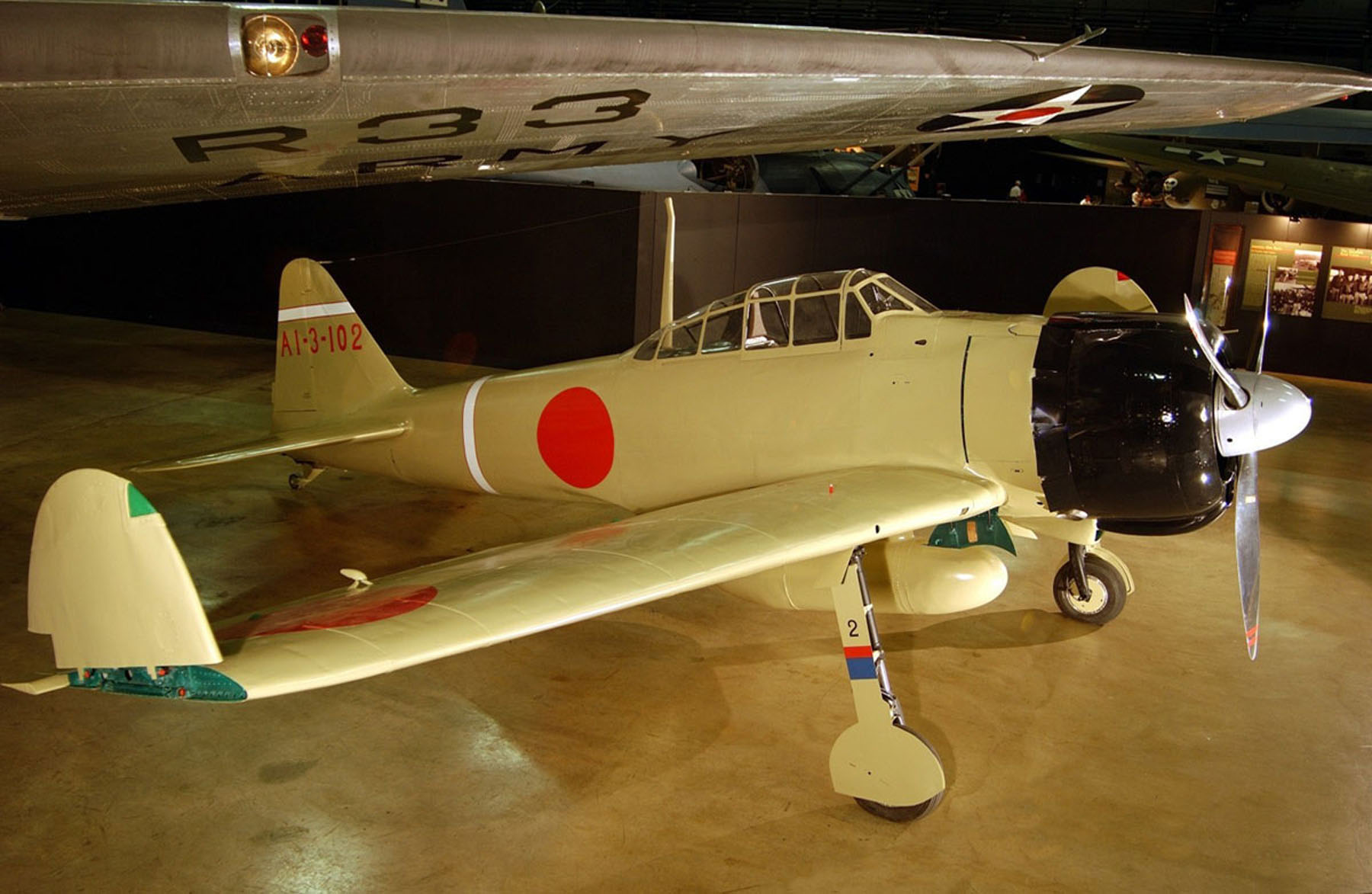
Um Mitsubishi A62M Zero, uma das principais aeronaves da força aérea do Japão.

A 5 de janeiro de 1943, o comboio japonês composto por cinco contratorpedeiros e cinco transportes de tropas conduziu a tripulação de Toru Okabe, de Rabaul para Lae. Prevenidos pelo sistema de inteligência Ultra, os bombardeiros das USAAF e a RAAF, sobrevoaram e atacaram a frota japonesa, salvaguardada apenas por algumas nuvens baixas que a escondiam e alguns caças japoneses. Pelo que afirmaram, as forças aliadas abateram um total de 69 aviões japoneses e sofreram a perda de 10 das suas aeronaves. Um hidroavião Consolidated PBY Catalina da RAAF afundou o navio de carga SS Nichiryu Maru. Apesar dos contratorpedeiros terem resgatado 739 dos 1 100 soldados a bordo, não foi possível recuperar os suprimentos médicos das forças de Okabe, afundadas com o próprio navio de transporte marítimo. Outro navio de carga, o SS Myoko Maru, foi severamente danificado em Lae pelo bombardeiro médio B-25 Mitchell da USAAF, e teve que ser encalhado. No entanto, o navio conseguiu chegar a Lae a 7 de janeiro, permitindo o desembarque da sua tripulação; todavia, Okabe acabou por ser derrotado na Batalha de Wau.
A 19 de janeiro de 1943, a maior parte da 20.ª Divisão desembarcou em Wewak, a partir dos navios do Transporte de Alta Velocidade norte-americano. A maioria da 41.ª Divisão seguiu-se a 12 de fevereiro. A 3 de março, Imamura e o vice-almirante Gunichi Mikawa, comandante da 8.ª Frota da Marinha Imperial Japonesa, desenvolveram um plano para transferir o posto de comando do quartel do XVIII Exército Japonês e o principal corpo da 51.ª Divisão de Rabaul para Lae, e posteriormente, deslocar o restante da 20.ª Divisão para Madang a 10 de março. Este plano foi reconhecidamente arriscado considerando o forte poder aéreo das forças aliadas na região. O pessoal do XVIII Exército utilizou-se de uma simulação militar, cuja estimativa previa a perda de quatro em cada dez navios, e entre 30 e 40 aeronaves. Com isso, foram previstos 50% de hipóteses de êxito dessa missão. Por outro lado, se as tropas tivessem desembarcado em Madang, teriam que enfrentar uma marcha de mais de 140 milhas (230 km) por inóspitos pântanos, montanhas e terrenos florestais, sem qualquer estrada existente. Para aumentar os três grupos navais e dois grupos de combatentes do exército na área designada para proteger o comboio, a Marinha Imperial Japonesa separou temporariamente 18 caças do grupo de caça do porta-aviões Zuihō de Truk para Kavieng.

### Inteligência aliada
Os aliados rapidamente detectaram sinais de preparo de uma nova frota japonesa. Um hidroavião nipónico, geralmente utilizado em patrulhas anti-submarino, foi avistado a 7 de fevereiro de 1943. O comandante da Força Aérea Aliada da Área do Sudoeste do Pacífico — tenente-general George Kenney — ordenou o aumento nas patrulhas de reconhecimento aéreo sobre Rabaul. A 14 de fevereiro foram tiradas fotografias aéreas, que indicavam a existência de 79 embarcações no porto da cidade, incluindo 45 navios mercantes e 6 de transporte de tropas, identificando também a formação de uma frota de escolta, com destino ainda desconhecido. A 16 de fevereiro, os sistemas de criptoanálise navais em Melbourne (FRUMEL) e Washington D.C. acabaram por descriptografar e traduzir uma mensagem codificada revelando a intenção do exército japonês de enviar comboios para Wewak, Madang e Lae. Em 5 de março, criptoanalistas decifraram uma mensagem da 11.ª Frota Aérea que revelava a chegada de contratorpedeiros e seis transportes de tropas a Lae. Outro relatório indicava que a armada iria chegar a Lae por volta de 12 de março. Em 22 de fevereiro, aviões de reconhecimento aéreo relataram 59 navios mercantes no porto de Rabaul.
A 25 de fevereiro, Kenney leu o sistema de inteligência Ultra no gabinete do Comandante Supremo Aliado da Área Sudeste do Pacífico — General Douglas MacArthur. O facto de um número adicional de 6 900 soldados japoneses alcançar a região de Lae, perturbou MacArthur, pois essa unidade poderia afetar seriamente os seus planos de captura e progressão no território. Kenney redigiu novas ordens, que foram enviadas por correio para o general-brigadeiro Ennis Whitehead, para o vice-comandante da Quinta Força Aérea e para o comandante do seu Advance Echelon (ADVON), na Nova Guiné. Sob as invulgares regras de comando da Quinta Força Aérea, Whitehead controlava todas as unidades das Forças Aéreas Aliadas na Nova Guiné, incluindo as unidades da RAAF que lá se encontravam, as quais foram agrupadas como Grupo Operacional N.º 9 da RAAF, sob comando do commodore aéreo Joe Hewitt.
Kenney informou Whitehead sobre a data proposta da chegada da escolta japonesa, alertando-o para um possível ataque aéreo japonês diurno a considerar. Kenney relevou a importância de encurtar as horas de voo por forma a proporcionar um golpe o mais extenso possível sobre a comitiva japonesa, instruindo-o ainda a avançar com tantos aviões quanto os disponíveis, para que estes pudessem aproximar-se dos campos de pouso capturados ao redor de Dobodura, evitando assim sujeitar-se aos imprevistos temporais na cordilheira de Owen Stanley. A 26 de fevereiro, Kenney voou até Port Moresby onde se reuniu com Whitehead. Os dois generais inspeccionaram as unidades de caças e bombardeiros na área, e concordaram em atacar a escolta japonesa no estreito de Vitiaz. Kenney regressou a Brisbane no dia 28 do mesmo mês.

## Tática aliada
Uma campanha de bombardeio estratégico convencional estava fora de questão no Sudoeste do Pacífico, considerando que os alvos industriais no Japão estavam para além do alcance das forças aliadas, até mesmo dos maiores bombardeiros estratégicos que operavam a partir das bases na Austrália e Nova Guiné. Portanto, a primeira missão da força de bombardeiros aliados consistiu na interdição aérea das linhas de abastecimento japonesas, principalmente das rotas marítimas. O resultado dos esforços contra o comboio japonês em janeiro fora bastante decepcionante; cerca de 416 missões foram lançadas, resultando apenas em dois navios afundados e três danificados, pelo que um novo método de ataque teve que ser conjurado. Assim, o Capitão de Grupo Bill Garing, um oficial da RAAF na equipa de Kenney com considerável experiência em operações aéreas e marítimas, tendo inclusive exercido funções na Europa, recomendou que os comboios japoneses deveriam ser submetidos ao ataque simultâneo a partir de diferentes alturas e direções.

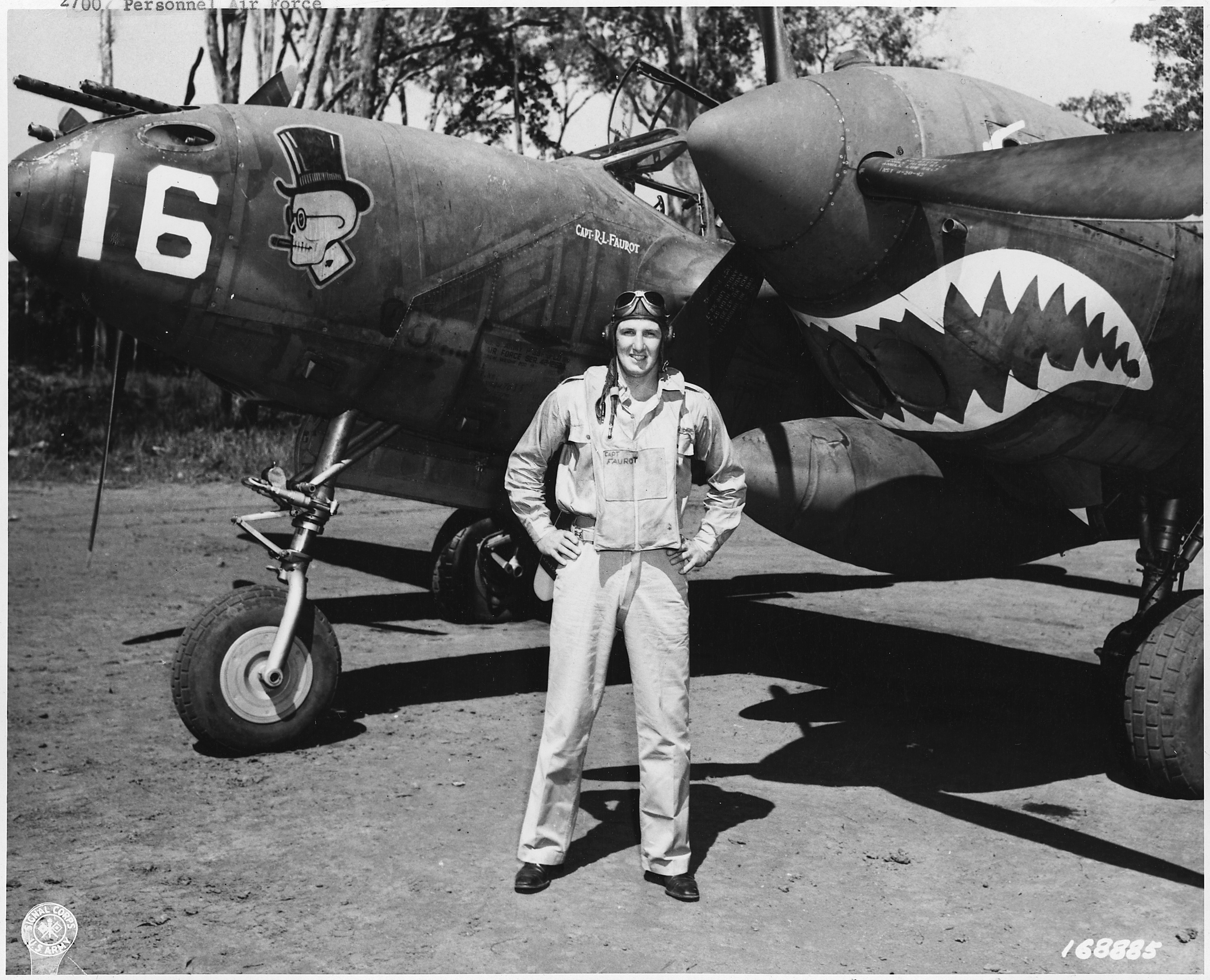
Capitão Robert L. Faurot da USAAF na frente do seu P-38 Lightning. O piloto, durante a batalha, abateu dois caças Zero.

Em setembro de 1942, o Major Paul Gunn, e os seus homens do 81.º Esquadrão de Reparo de Depósito em Townsville, estado de Queensland, alteraram alguns bombardeiros leves Douglas A-20, ao instalar quatro metralhadoras de 12,7 milímetros no nariz das aeronaves. Foram acrescentados dois tanques de combustível de 450 galões dos EUA (1,700 l; 370 imp gal), concedendo às aeronaves maior alcance de voo. Em dezembro de 1942, foi então realizada uma tentativa de criar um avião de ataque de longo alcance, fazendo o mesmo com um bombardeiro médio B-25, ao convertê-lo num "commerce destroyer", porém tudo isto provou ser um pouco mais complicado. O nariz da aeronave ficou demasiado pesado, apesar do lastro de chumbo colocado na cauda, e as vibrações causadas pelo disparo das metralhadoras foram suficientemente fortes para desprender os rebites da fuselagem da aeronave. As armas na cauda e as torretas no baixo-ventre das aeronaves foram removidas, sendo este último de pouca utilidade caso o avião se encontra-se a baixa altitude. Esta nova tática de utilizar os bombardeiros B-25, fora experimentada em batalha.
As Forças Aéreas Aliadas adoptaram ainda outra tática inovadora. Em fevereiro de 1942, a RAAF deu início a experimentações com bombardeios rasantes, uma técnica anti-transporte utilizada pelos britânicos e alemães. Voando apenas a algumas dezenas de metros acima do mar em direção aos seus alvos, os bombardeiros lançavam as suas bombas, o que seria então o ideal, com tiro de ricochete com arrebentamento aéreo sobre a superfície da água e explodindo a parte lateral do navio-alvo, abaixo dele, ou simplesmente sobre a embarcação. Uma técnica similar consistia no aproveitamento da altura do mastro do bombardeio, onde os bombardeiros abordavam o alvo a baixa altitude, entre 200 a 500 pés (61 a 150 m), a cerca de 265 e 275 milhas por hora (426–443 km/h), e em seguida largavam o projéctil à altura do mastro, entre 10 a 15 pés (3,0 a 4,6 m) a cerca de 600 jardas (550 m) a partir do alvo. Os bombardeiros lançavam as suas bombas a cerca de 300 jardas (270 m), apontando directamente para a parte lateral do navio. A Batalha do Mar de Bismarck veio a demonstrar que este foi o mais bem sucedido das duas tácticas ofensivas. As duas técnicas permitiam que um bombardeiro pudesse largar duas bombas, cancelando o primeiro projéctil e largando o segundo à altura do mastro. Foram executadas missões de treino sobre naufrágio do SS Pruth, um navio que havia encalhado em 1923.
A Quinta Força Aérea possuía dois grupos de bombardeiros pesados. O 43.º Grupo de Operações (43 OG) estava equipado com cerca de 55 Boeing B-17 Flying Fortress. A maioria destes bombardeiros tinha prestado um intenso serviço na guerra ao longo destes últimos seis meses, pelo que a taxa de disponibilidade era reduzida. O recém-chegado 90.º Grupo de Operações (90 OG) foi munido com Consolidated B-24 Liberators, porém houve também problemas de manutenção neste sector. Havia dois grupos médios: o 38.º Grupo de Bombardeio, constituído com B-25 Mitchells, e o 22.º Grupo de Operações, equipado com Martin B-26 Marauders; entretanto dois dos primeiros quatro esquadrões haviam sido desviados para a Zona do Pacífico Sul (SOPAC), e este último tinha sofrido tamanhas perdas que foi retirado para a Austrália para ser reconstituído.
Uma unidade da USAAF, a Asa N.º 3, equipada com um agrupamento de Douglas A-20 Havocs e B-25 Mitchell, foi também utilizada. Para além deste grupo possuir um pequeno número de aeronaves, a sua tripulação era também extremamente reduzida. Para alcançar o número necessário ao combate, a USAAF juntou-se à RAAF para a complementar. A tripulação australiana foi designada para a maioria das unidades de aviação, atendendo cada função, excepto a de comandante da aeronave. Para além da tripulação da RAAF juntamente com os esquadrões da USAAF, foram organizadas unidades da RAAF na área de Port Moresby. O Esquadrão N.º 30 da RAAF, que chegou a Port Moresby em setembro de 1942, foi equipado com caça-bombardeiros Bristol Beaufighter. Tanto as aeronaves como os esquadrões provaram ser capazes de efectuar ataques a baixa altitude. Também na zona de Port Moresby, as componentes de voo operacionais 35 OG e 49 OG exerceram função, ambas equipadas com caças Bell P-39 Airacobra, Curtiss P-40 e Lockheed P-38 Lightning, porém apenas este último foi distinguido para missões de escolta de longo alcance.

## Batalha

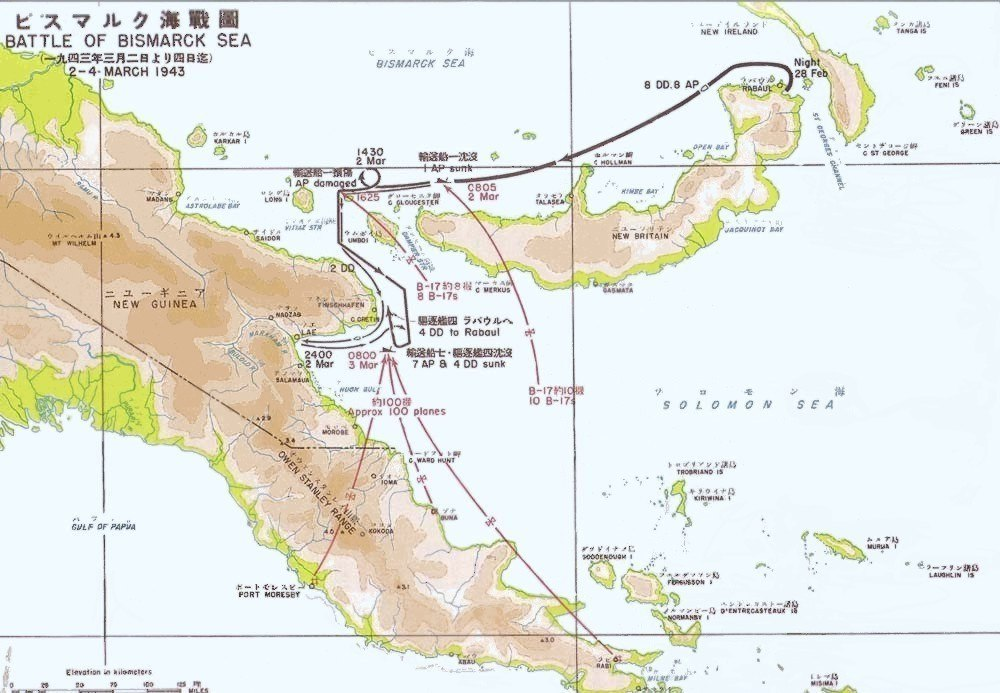
Mapa da Nova Guiné indicando a movimentação dos navios japoneses (preto) e os ataques aéreos dos Aliados (vermelho) durante a batalha.

### Primeiros ataques
O comboio japonês — constituído por oito contratorpedeiros e oito embarcações de transporte de tropas, escoltados por cerca de 100 caças — foi reunido e partiu da abra Simpson Harbour próximo a Rabaul em 28 de fevereiro. Durante a operação de janeiro, foi percorrida toda a costa sul da Nova Grã-Bretanha. Isso facilitou o aprovisionar da cobertura aérea, porém, e estando próximos dos aeroportos, também tornou possível que as forças aéreas aliadas atacassem simultaneamente tanto o comboio como os aeródromos. Entretanto, desta vez, a rota escolhida foi a costa norte, na esperança de induzir em erro as forças aliadas, fazendo-as pensar que o objetivo do comboio fosse Madang. Para alcançar o comboio, a força aérea aliada teria agora que atravessar toda a Nova Bretanha, o que permitiu fácil interceptação a partir das bases aéreas japonesas do local mas, entretanto, a etapa final demonstrou ser particularmente perigosa, visto que o comboio teve que navegar nas águas restritas do estreito de Vitiaz. Os japoneses denominaram a escolta japonesa de "Operação 81".

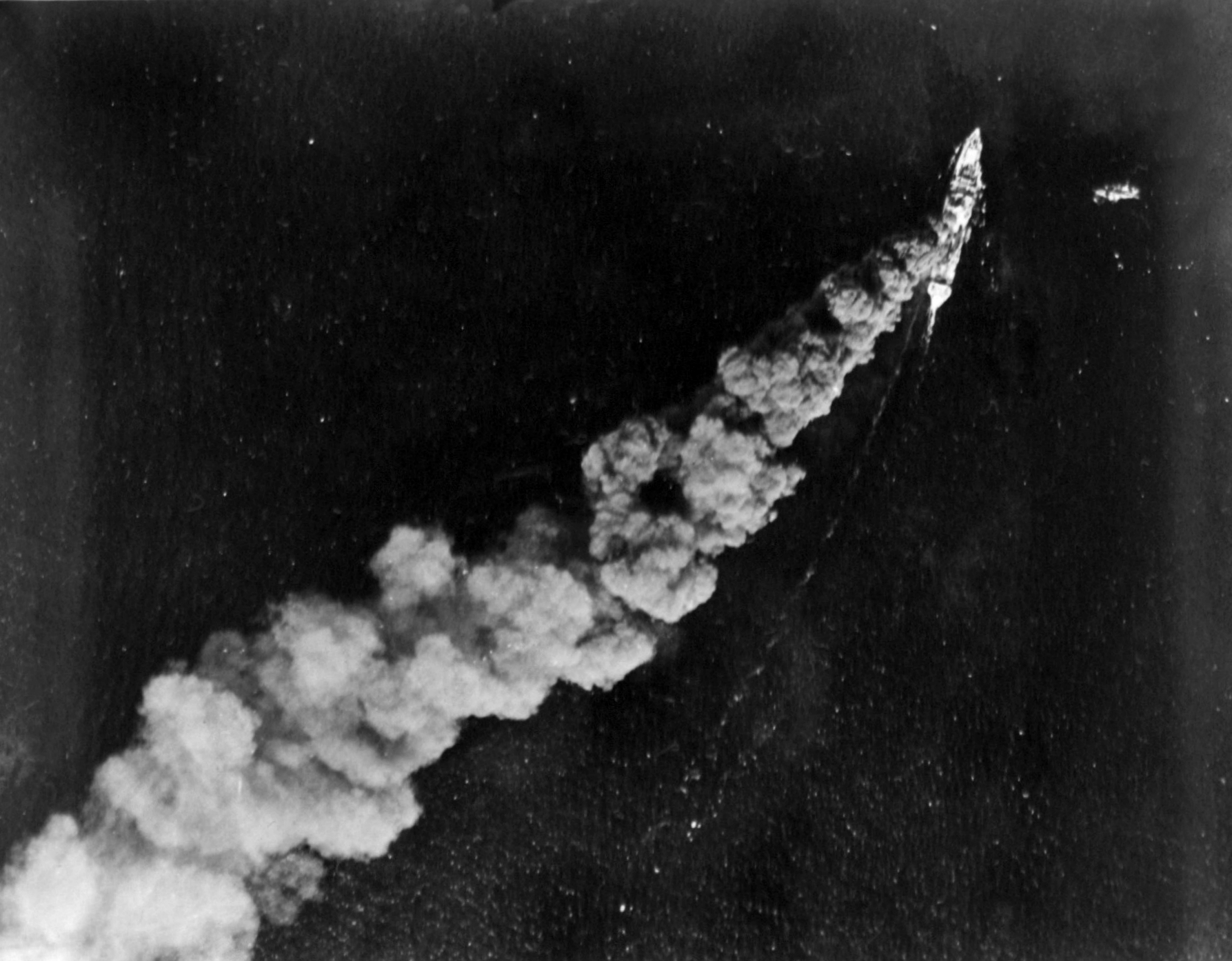
O Kyokusei Maru foi o primeiro navio de transporte de tropas a afundar. Os 950 sobreviventes do naufrágio foram resgatados pelos contratorpedeiros Yukikaze e Asagumo.

Os contratorpedeiros transportaram 958 soldados enquanto que os navios de transporte carregaram 5 954. Todas as embarcações foram reguladas pelo carregamento de combate para agilizar a desembarcação em Lae. O comandante do XVIII Exército japonês - tenente-general Hatazō Adachi - viajou no contratorpedeiro Tokitsukaze, enquanto que o tenente-general Hidemitsu Nakano, da 51ª Divisão encontrava-se a bordo do contratorpedeiro Yukikaze. O comandante da escolta - contra-almirante Masatomi Kimura da 3ª frota de contratorpedeiros - hasteou a sua bandeira a partir do navio Shirayuki. Os outros cinco contratorpedeiros foram Arashio, Asashio, Asagumo, Shikinami e Uranami. Esta força tarefa escoltou os sete navios de transporte do exército - Aiyo Maru, Kembu Maru, SS Kyokusei Maru, Oigawa Maru, Sin-ai Maru, Taimei Maru e Teiyo Maru. Para completar a força marítima estava presente também o navio de transporte Nojima (8 125 toneladas).  Todas as embarcações levavam tropas, equipamento e munição, excepto o Kembu Maru que transportava 1 000 barris de gasolina de aviação e 650 tambores de um outro combustível.
O comboio, movendo-se a 7 nós (13 km/h), não foi detectado durante vários dias devido a duas tempestades tropicais que atingiram os mares de Salomão e Bismarck entre 27 de fevereiro e 1 de março. Entretanto, o comboio foi avistado por volta das 15:00 horas do dia 1 de março, durante o patrulhamento feito pela tripulação do bombardeiro B-24 Liberator. Oito Boeing B-17 Flying Fortress foram enviados para o local, mas foram incapazes de localizar os navios japoneses.

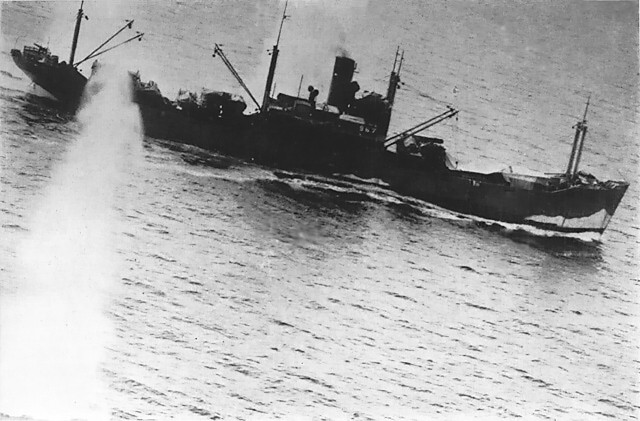
Navio de transporte Taimei Maru sob ataque de um avião bombardeiro da Quinta Força Aérea.

Na madrugada de 2 de março, uma força de seis A-20 Bostons da RAAF investiram sobre a cidade de Lae na Papua-Nova Guiné a fim de reduzir a sua capacidade de prestar apoio a força tarefa. Por volta das 10h00, um outro B-24 Liberator avistou o comboio. Oito B-17 descolaram para atacar a frota japonesa, seguidos uma hora depois por mais 20 bombardeiros. No ataque ao comboio foram lançados 450 kg de bombas a cerca de 1 500 metros de altura. A unidade aérea relatou ter afundado pelo menos três navios mercantes. O Kyokusei Maru tinha afundado com 1 200 soldados do exército, e dois outros transportes — Teiyo Maru e Nojima — foram severamente danificados. Oito caças japoneses foram destruídos e 13 danificados no dia da ação.
Os contratorpedeiros Yukikaze e Asagumo resgataram 950 sobreviventes do afundado navio Kyokusei Maru. Estes dois navios de guerra, sendo mais velozes do que o comboio, visto que a sua velocidade era maior relativamente aos transportes de tropas, separaram-se do grupo para desembarcar os sobreviventes em Lae. Os contratorpedeiros retomaram as suas funções de escolta logo no dia seguinte. O comboio - sem o transporte de tropas e dois contratorpedeiros -  foi atacado novamente durante a noite de 2 de março pelos onze B-17, resultando em danos menores num dos transportes. Ao longo da noite, hidrocanoas PBY Catalina do Esquadrão N.º 11 da RAAF, assumiram a tarefa de patrulhar o comboio.

### Novos ataques
A 3 de março, a frota japonesa encontrava-se dentro do alcance da base aérea da Baia de Milne. Oito torpedeiros Bristol Beaufort do Esquadrão N.º 100 da RAAF partiram para o ataque. Entretanto, e tendo em conta que o sistema de comunicação estava impossibilitado devido ao mau tempo, apenas dois dos torpedeiros encontraram o comboio. Após melhorias climáticas, uma força de 90 aviões aliados descolou de Port Moresby e deslocou-se para o cabo Ward Hunt, enquanto que vinte e dois A-20 Bostons do Esquadrão N.º 22 da RAAF atacaram a base aérea japonesa em Lae, reduzindo assim a cobertura aérea do comboio japonês, com sucessivos ataques que se estenderam durante todo o dia.
Às 10:00, 13 aviões bombardeiros B-17 alcançaram o comboio e bombardearam-no a 7 000 pés (2 134 m) de altitude, causando a dispersão da formação marítima japonesa - o que reduziu o seu poder de fogo antiaéreo. Entretanto, os B-17 acabaram por atrair caças Mitsubishi A6M Zero, que por sua vez foram acometidos pela escolta de P-38 Lightnings. Um caça B-17 foi atingido em pleno voo e a sua tripulação viu-se forçada a utilizar os paraquedas e saltar do avião. Ainda assim, os pilotos japoneses metralharam alguns dos tripulantes do B-17 ainda em queda, enquanto que os restantes sofreram os disparos já no mar após o desembarque. Cinco dos caças japoneses que dispararam sobre a tripulação do B-17 foram prontamente interceptados e abatidos por três P-38, os quais foram também perdidos no combate. Foi declarada a perda de quinze pilotos das forças aliadas, sendo que na equipe dos B-17 foram mortos mais cinco tripulantes. Por outro lado, sete caças japoneses foram destruídos e três danificados. Os B-25 chegaram ao local pouco depois e lançaram as suas bombas de 500 libras (cerca de 241 kg) a cerca de 3 000 e 6 000 pés (915 e 1 830 m) de altitude, o que supostamente causou a colisão de dois navios japoneses. O resultado das missões levadas a cabo pelos B-17 e B-25 foi significativo, ao motivarem a debandada dos navios japoneses, tornando-os vulneráveis ao bombardeio aéreo, que, com o fogo antiaéreo japonês focado nos bombardeiros a média altitude, acabaram por deixar uma fresta favorável ao ataque a baixa altitude.

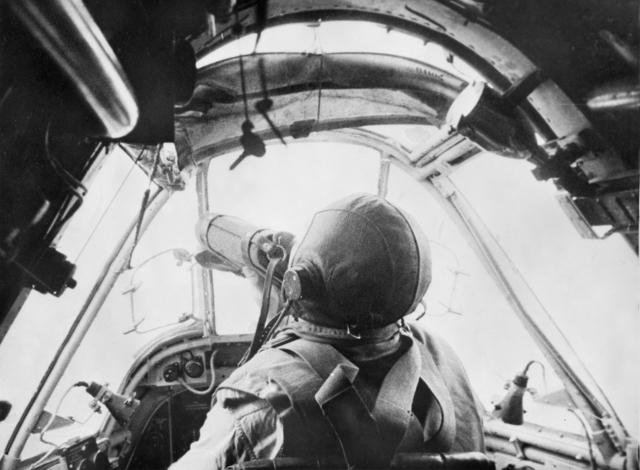
Tenente aviador Torchy Uren do Esquadrão N.º 30 da RAAF bebe em seu cantil de água enquanto pilota a seu Beaufighter durante a batalha.

Treze Bristol Beaufighters do Esquadrão N.º 30 da RAAF aproximaram-se do comboio a baixa altura, dando a impressão de se tratar de um ataque de torpedo por parte dos Beauforts. Em seguida, os navios viraram-se para os enfrentar, tomando o procedimento padrão ao minimizar a zona alvo dos torpedeiros, permitindo que os Beaufighters infligissem o máximo de danos nas armas antiaéreas dos navios, pontes e tripulantes durante a passagem do metralhamento com os seus canhões automáticos de 20 milímetros no nariz das aeronaves e seis metralhadoras de 7,7 milímetros montadas nas asas. A bordo de um dos Beaufighters estava o cinegrafista Damien Parer, que acabou por capturar algumas cenas dramáticas da batalha. Imediatamente depois, sete B-25 do 71º Esquadrão de Bombardeio do 38º Grupo de Bombardeiro, bombardeou a cerca de 750 metros de altura, enquanto que seis do 405º Esquadrão de Mísseis Táticos atacaram pela altura do mastro.
O Shirayuki foi o primeiro navio a ser atingido por uma série de bombardeios e atentados bombistas. A grande maioria dos homens que se encontravam na ponte foram vitimados, incluindo Kimura, que foi também ele ferido. Uma das bombas atingiu o depósito do navio causando uma enorme explosão que provocou sérios estragos, o que levou à submersão da embarcação. Nisto, a sua tripulação foi transferida para o contratorpedeiro Shikinami, enquanto que o Shirayuki foi totalmente afundado. O contratorpedeiro Tokitsukaze foi também atingido e colidiu com o navio de transporte Nojima, que o incapacitou. Tanto o contratorpedeiro como o navio de transporte foram abandonados, e, mais tarde, o Nojima acabou por ser afundado após sofrer um ataque aéreo.

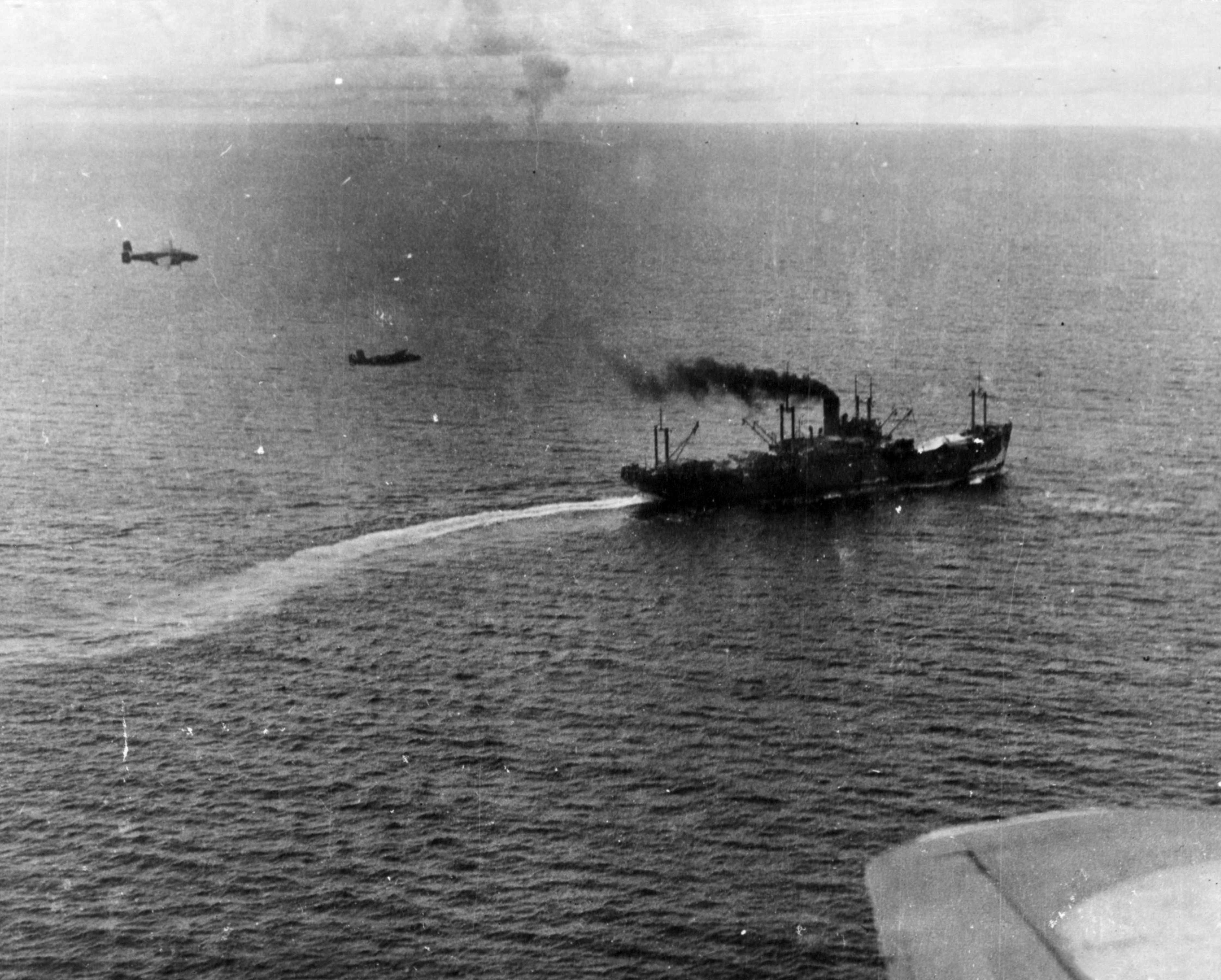
Aeronaves das forças aliadas executando um ataque em baixa altitude sobre um navio japonês.

Quatorze B-25 regressaram naquela tarde, declarando 17 ataques ou situações de iminência de acidentes. Por esta altura, um terço dos transportes tinham sido afundados. Como os Beaufighters e B-25 tenham gasto as suas munições, alguns A-20 Havocs da USAAF do 3º Grupo de Ataque deram suporte aéreo. Entretanto, outros cinco ataques foram realizados pelos B-17 do 43º Grupo de Bombardeio, a uma altitude mais elevada. Durante a tarde, seguiram-se novos ataques por parte dos B-25 da USAAF e Bostons do Esquadrão N.º 22 da RAAF.
Garrett Middlebrook, um co-piloto de um dos B-25, descreveu a ferocidade dos bombardeamentos:
| “ | Eles chegaram e atacaram este navio de tropas. O que eu vi parecia-se com varetas, talvez com um pé de comprimento, ou algo assim, ou estilhaços projectados para cima do convés do navio; eles voavam por toda a parte... e reviravam-se loucamente no ar antes de cair na água. Foi então que eu percebi que o que estava a ver eram seres humanos. Eu estava a observar centenas daqueles japoneses a serem simplesmente arrebatados para fora do convés por aquelas metralhadoras. Eles despedaçavam-se pelo ar como varas num turbilhão e depois caíam na água. | ” |

Todos os sete navios de transporte foram danificados e a maioria acabou por se incendiar ou foram afundados a cerca de 100 km (54 milhas náuticas; 62 mi) a sudeste de Finshhafen, juntamente com os contratorpedeiros Shirayuki, Tokitsukaze e Arashio. Quatro dos contratorpedeiros — Shikinami , Yukikaze, Uranami e Asagumo — resgataram tantos sobreviventes quanto foi possível e, depois, retiraram-se para Rabaul, acompanhados pelo contratorpedeiro Hatsuyuki, que tinha vindo precisamente de Rabaul para os ajudar. Naquela noite, uma força de dez PT boats da Marinha dos EUA - sob comando do tenente-comandante Barry Atkins - foi enviada para atacar o comboio. Dois dos barcos atingiram os escombros submersos e viram-se forçados a regressar. Os outros oito chegaram a Lae na madrugada de 4 de março. Atkins avistou um incêndio que se viera a confirmar ser o navio de transporte Oigawa Maru. O PT-143 e PT-150 dispararam torpedos contra a embarcação, afundando o navio danificado. De manhã, o quarto contratorpedeiro — Asashio — foi afundado quando um B-17 o atingiu com 230 kg de explosivos, enquanto recolhia sobreviventes do Arashio.

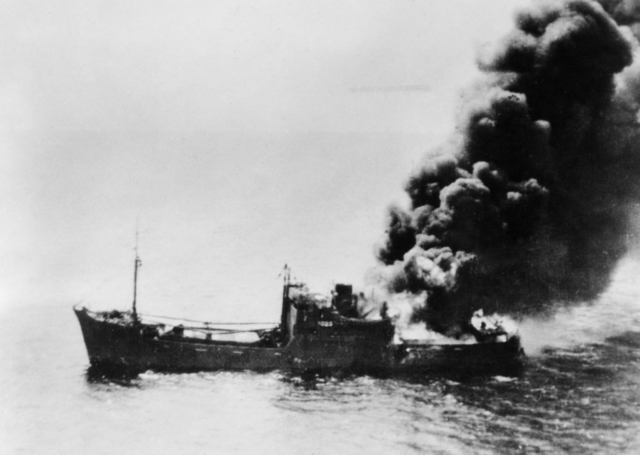
O navio japonês Kenbu Maru sob ataque.

Alguns dos 2 700 sobreviventes foram levados para Rabaul pelos contratorpedeiros. A 4 de março, outros mil sobreviventes (ou mais) vagaram à deriva utilizando-se de balsas. Nas noites de 3 a 5 de março, navios PT e aeronaves atacaram as embarcações de resgate japonesas, assim como os sobreviventes dos navios naufragados que se encontravam em botes salva-vidas ou a flutuar à deriva no mar. Questionada a ocorrência, esta foi posteriormente justificada com o argumento de que os militares que fossem resgatados teriam sido rapidamente encaminhados para as suas respectivas funções militares e prontamente devolvidos ao serviço, para além de se ter tratado de uma retaliação contra os caças japoneses que atacaram os sobreviventes do bombardeiro B-17, outrora abatido. Enquanto a grande maioria aclamou estes ataques como necessários, outros ficaram abalados pelo sucedido. A 6 de março, os submarinos japoneses I-17 e I-26 recolheram 170 sobreviventes. Dois dias mais tarde, o I-26 encontrou outros 54 homens e transportou-os para costa de Lae. Centenas de outros conseguiram, entretanto, alcançar as várias ilhas onde se salvaram. Um grupo de 18 sobreviventes deram à costa em Kiriwina, onde foram capturados pelo PT-114. Um outro vagou até Guadalcanal, onde foi abatido por uma patrulha norte-americana.
A 4 de março, os japoneses armaram um ataque retaliatório contra o aeródromo Buna - local de uma base que as forças aliadas haviam tomado em janeiro - porém o número de danos foi reduzido. Kenney salienta que a represália japonesa ocorreu "após o cavalo ter sido roubado do celeiro. Ainda bem que o comandante aéreo 'Nip' era estúpido. Essas cem aeronaves muito dificilmente teriam feito o nosso trabalho caso participassem no grande confronto ocorrido sobre o comboio no dia 3 de março".
Na ilha Goodenough, a patrulha australiana do 47º Batalhão encontrou e aniquilou 72 japoneses, tendo capturado 42 e descoberto outros 9 mortos numa balsa, no período entre 8 e 14 de março de 1943. A patrulha assassinou oito japoneses que tinham desembarcado de dois rebocadores, onde foram encontrados alguns documentos dentro de latas seladas. Segundo a tradução realizada pela Seção Aliada de Tradutores e Intérpretes, um dos documentos era na verdade uma cópia da lista do exército japonês, com os nomes e mensagens de cada oficial do exército. Consequentemente, isto providenciou um completo entendimento sobre a batalha do exército japonês, tendo sido inclusive conhecidas várias das unidades nunca antes reportadas. Todas as menções sobre qualquer dos oficiais japoneses poderiam agora se correlacionadas com a sua unidade. A partir de então, cópias foram disponibilizadas às unidades de inteligência em todos os teatros de guerra contra o Japão.

## Consequências
O conflito foi um tremendo desastre para os japoneses. Dos 6 900 soldados imprescindíveis na Nova Guiné, apenas cerca de 1 200 chegaram a Lae. Outros 2 700 foram salvos por contratorpedeiros e submarinos, e retornaram para Rabaul. Os aliados perderam 13 tripulantes, 10 dos quais foram aniquilados durante o conflito, enquanto que os restantes 3 morreram num acidente. Foram também registados 8 feridos. Nas aeronaves, houve a perda de um B-17 e três P-38 destruídos em combate, e um B-25 e um Beaufighter perdidos acidentalmente. Errado na contagem, MacArthur emitiu um comunicado a 7 de março, alegando que 22 navios, incluindo 12 transportes, 3 cruzadores e 7 contratorpedeiros, tinham sido afundados juntamente com 12 792 soldados. A sede do Exército da Força Aérea em Washington, D.C. analisou o caso por volta de 1943 e concluiu que apenas 16 navios estavam envolvidos, mas entretanto o Comandante Supremo das Forças Aliadas da SWPA foi designado para manter a sua história original. Depois da guerra, Kenney veio a repetir a reivindicação.
As forças aliadas tinham utilizado 233 847 cartuchos de munição, e gasto 261 500 libras mais 253 mil libras em bombas. Alegaram 19 ataques e 42 casos de quase-acidente nos primeiros confrontos, e 59 ataques e 39 quase-acidentes em relação ao último. Das 137 bombas lançadas em investida a baixa altitude, 48 ou 35 por cento foram declaradas terem sido bem sucedidas, mas apenas 29 ou 7.5 por cento das 387 bombas lançadas a média altitude atingiram o alvo. Isto pode comparar-se favoravelmente com os esforços tidos em agosto e setembro de 1942, quando apenas 3 por cento dos lançamentos de bombas foram registados com bem sucedidos. Observou-se ainda que os ataques de alta e média altitude atingiram um pequeno número, mas que no entanto dispersaram os navios do seu conjunto, enquanto que os bombardeamentos efectuados a partir dos Beaufighters haviam danificado várias das defesas antiaéreas dos navios japoneses.
O ataque das aeronaves a partir de várias direções confundiu e sobrecarregou as forças defensivas japonesas, o que motivou bombardeamentos mais precisos e consequentemente um aumento do número de baixas humanas. Os resultados, portanto, justificam-se não apenas pela estratégia de ataques à altura do mastro, mas pelos crescentes ataques coordenados a partir de várias direções. Os japoneses estimam que pelo menos 29 bombas atingiram os navios durante o conflito. Isto comprova que houve uma melhoria significativa em relação à Batalha de Wau que teve lugar em janeiro, quando aviões das forças aliadas atacaram um comboio japonês composto por cinco contratorpedeiros e cinco transportes de tropas que se dirigia de Rabaul para Lae, mas que no entanto acabou por resultar na perda de um navio de transporte que foi abatido e outro naufragado.

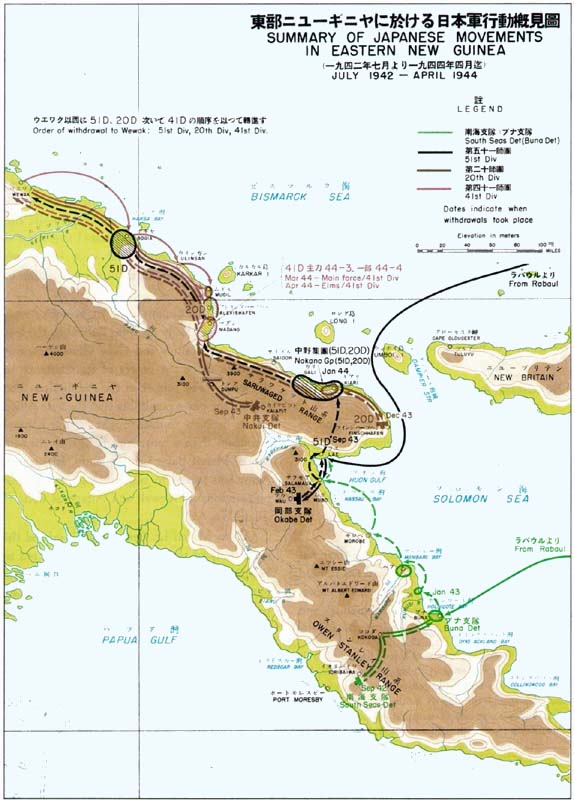
Resumo dos movimentos japoneses no leste da Nova Guiné, 1942-1944.

Não há dúvida de que os japoneses sofreram uma grande derrota. O chefe de gabinete de Imamura partiu para o Quartel General Imperial para os informar sobre a derrota. A partir de então ficou decidido que não haveria mais tentativas de desembarque de tropas em Lae. As perdas incorridas no Mar de Bismarck foram uma grande preocupação para a segurança de Lae e Rabaul. Uma mudança estratégica foi portanto pensada. A 25 de março, foi realizado um Acordo Central do Exército Popular nas Operações da Área do Sudoeste dando prioridade às operações na Nova Guiné em detrimento da campanha nas Ilhas Salomão. Ao Exército XVIII foram disponibilizados transportes adicionais, munições e unidades antiaéreas, enviados para Wewak ou para a Baía de Hansa. Derrotado, o oficial da equipa de Rabaul, Masatake Okumiya declara: "As nossas perdas nesta única batalha foram incríveis. Não houve nenhum momento do conflito em Guafalcanal em que sofremos um golpe semelhante. Sabíamos que não podíamos utilizar navios de carga ou mesmo os contratorpedeiros para qualquer frente na costa norte da Nova Guiné, a leste de Wewak".
O movimento planeado da 20ª Divisão para Madang foi revisado à luz dos acontecimentos no Mar de Bismarck. A operação foi adiada por dois dias, com o destino alterado de Madang para a Baía de Hansa mais a oeste. Com vista a reduzir a ameaça aérea das forças aliadas, o aeródromo dos aliados foi bombardeado em Wau a 9 de março, seguindo-se o de Dobudura no dia 11 do mesmo mês. Três aviões dos aliados foram destruídos em terra e um P-40 abatido no ar; entretanto, os combatentes aliados afirmaram ter derrubado nove aeronaves japonesas. Os navios de transporte alcançaram a Baía de Hansa incólumes a 12 de março, e as tropas realizaram o seu caminho até Madang a pé ou em barcaças. Em seguida, a 20ª Divisão envolveu-se numa tentativa de construir uma estrada desde Madang até Lae, através do rio Ramu e dos vales de Markham. Durante os meses que se seguiram, a divisão trabalhou na sua construção, contudo os seus esforços foram na verdade frustrados pelo temporal da Nova Guiné e pelo terreno acidentado dos Montes Finisterre.
Alguns submarinos foram disponibilizados para missões de abastecimento em Lae, mas não tinham capacidade para auxiliar sozinhos as tropas da região. A 29 de março, uma operação foi realizada, na qual quatro contratorpedeiros deixaram com sucesso 800 tropas em Finshhafen, mas a crescente ameaça aérea dos aliados levou à adopção das rotas ao longo da costa da Nova Guiné desde Madang a Finschhafen, e ao longo tanto da costa norte como do sul desde a Nova Bretanha até a Finschhafen, e daí para Lae usando lanchas de desembarque do exército. Foi por tudo isso que o resto da 51ª Divisão acabou por fazer a viagem para Lae em maio. A necessidade de entregar as tropas e suprimentos desta maneira para a frente da batalha, causou imensas dificuldades aos japoneses que tentavam conter o avanço dos aliados. Após a guerra, os oficiais japoneses em Rabaul estimaram que cerca de 20 000 tropas foram aniquiladas no trânsito efetuado desde Rabaul até Nova Guiné, um fator significativo na derrota final do Japão, durante a Campanha da Nova Guiné.
Em abril, o almirante Isoroku Yamamoto fez uso de recursos aéreos adicionais disponibilizados para Rabaul na Operação I-Go, uma ofensiva aérea projetada para cauterizar a situação, ao destruir embarcações e aeronaves das forças aliadas na Nova Guiné e Ilhas Salomão. A operação foi fracassada, e o próprio Yamamoto tornou-se vítima da inteligência aliada e do poder aéreo nas Ilhas Salomão nos finais daquele ano.

## Teoria dos jogos
Em 1954, O. G. Haywood, Jr., escreveu um artigo no Journal of the Operations Research Society of America, onde a teoria dos jogos foi utilizada para modelar a tomada de decisões na batalha. Desde então, o nome da batalha tem sido aplicado a este tipo de jogos de soma-zero de duas pessoas.